# Secuenciación Maxam-Gilbert

Un ejemplo de reacción de secuenciación Maxam-Gilbert. Al cortar el mismo segmento de ADN marcado en diferentes puntos se obtienen fragmentos marcados de diferentes tamaños. Los fragmentos pueden separarse por electroforesis en gel.

La secuenciación Maxam-Gilbert es un método de secuenciación del ADN desarrollado por Allan Maxam y Walter Gilbert en 1976-1977. Este método se basa en la modificación química parcial del ADN, específica para cada nucleobase, y en la posterior escisión de la columna vertebral del ADN en los lugares adyacentes a los nucleótidos modificados.
La secuenciación Maxam-Gilbert fue el primer método ampliamente adoptado para la secuenciación del ADN y, junto con el método dideoxi de Sanger, representa la primera generación de métodos de secuenciación del ADN. La secuenciación Maxam-Gilbert ya no se utiliza de forma generalizada, ya que ha sido sustituida por los métodos de secuenciación de nueva generación.

## Historia
Aunque Maxam y Gilbert publicaron su método de secuenciación química dos años después de que Frederick Sanger y Alan Coulson publicaran su trabajo sobre la secuenciación plus-minus, la secuenciación de Maxam-Gilbert se hizo rápidamente más popular, ya que se podía utilizar directamente el ADN purificado, mientras que el método inicial de Sanger requería que se clonara cada inicio de lectura para producir ADN monocatenario. Sin embargo, con la mejora del método de terminación en cadena (véase más adelante), la secuenciación Maxam-Gilbert ha caído en desuso debido a su complejidad técnica, que prohíbe su uso en los kits de biología molecular estándar, al amplio uso de productos químicos peligrosos y a las dificultades de ampliación.
El artículo de Allan Maxam y Walter Gilbert de 1977 "A new method for sequencing DNA" fue honrado con el premio Citation for Chemical Breakthrough Award de la División de Historia de la Química de la Sociedad Química Americana para 2017. Se entregó al Departamento de Biología Molecular y Celular de la Universidad de Harvard.

## Procedimiento
La secuenciación Maxam-Gilbert requiere el etiquetado radiactivo en un extremo 5′ del fragmento de ADN que se va a secuenciar (normalmente mediante una reacción de quinasa que utiliza gamma-32P ATP) y la purificación del ADN. El tratamiento químico genera roturas en una pequeña proporción de una o dos de las cuatro bases nucleotídicas en cada una de las cuatro reacciones (G, A+G, C, C+T). Por ejemplo, las purinas (A+G) se depurinan con ácido fórmico, las guaninas (y hasta cierto punto las adeninas) se metilan con sulfato de dimetilo y las pirimidinas (C+T) se hidrolizan con hidracina. La adición de sal (cloruro de sodio) a la reacción de la hidracina inhibe la reacción de la timina para la reacción de C solamente. A continuación, los desoxirribonucleótidos modificados pueden ser escindidos por piperidina caliente; (CH2)5NH en la posición de la base modificada. La concentración de los productos químicos modificadores se controla para introducir un promedio de una modificación por molécula de ADN. De este modo, se generan una serie de fragmentos marcados, desde el extremo radiomarcado hasta el primer sitio de «corte» de cada molécula.
Los fragmentos de las cuatro reacciones se electroforizan uno al lado del otro en geles de acrilamida desnaturalizantes para separar su tamaño. Para visualizar los fragmentos, el gel se expone a una película de rayos X para realizar una autorradiografía, lo que produce una serie de bandas oscuras que muestran la ubicación de moléculas de ADN idénticas radiomarcadas. A partir de la presencia y ausencia de determinados fragmentos se puede inferir la secuencia.

## Métodos relacionados
Este método dio lugar al ensayo de interferencia de la metilación, utilizado para cartografiar los sitios de unión al ADN de las proteínas de unión al ADN.
En 1994 se desarrolló un protocolo de secuenciación automatizado Maxam-Gilbert.